# Dada Vujasinović
Radislava Vujasinović (Čapljina, 10 febbraio 1964 – Belgrado, 8 aprile 1994) è stata una giornalista serba, assassinata in circostanze misteriose nel 1994.

## Biografia
Come giornalista ha seguito le prime fasi delle guerre jugoslave, visitando frequentemente il fronte ma anche Sarajevo mentre era sotto assedio. Ha inoltre lavorato sulle attività criminali in Serbia.
Dada Vujasinović è stata trovata morta nel suo appartamento l'8 aprile 1994. La polizia ha inizialmente dichiarato che si trattava di un caso di suicidio.
Nel 2000, dopo la fine del regime di Slobodan Milošević, la famiglia ha chiesto che venissero svolte nuove indagini. La polizia ha inizialmente sostenuto di aver perso le prove. Successivamente un esperto ha stabilito che la polizia non aveva fatto il lavoro correttamente. Dal gennaio 2009 è considerato un caso di omicidio.
Nel 2010 una fonte anonima ha dichiarato a Politika che Vujasinović era stata assassinata dal gangster Goran Vuković e dal poliziotto Duško Malović, e di averlo in passato detto al generale Ratko Mladić.
Nel 2016, a 15 anni dalla morte del giornalista Milan Pantić, la rappresentante dell'OSCE per la libertà dei media Dunja Mijatović ha richiamato le autorità serbe alla necessità di risolvere i casi dei giornalisti assassinati in Serbia, fra cui lo stesso Pantić, Slavko Ćuruvija e -appunto- Dada Vujasinović.